# Protesty na Kubě 2021

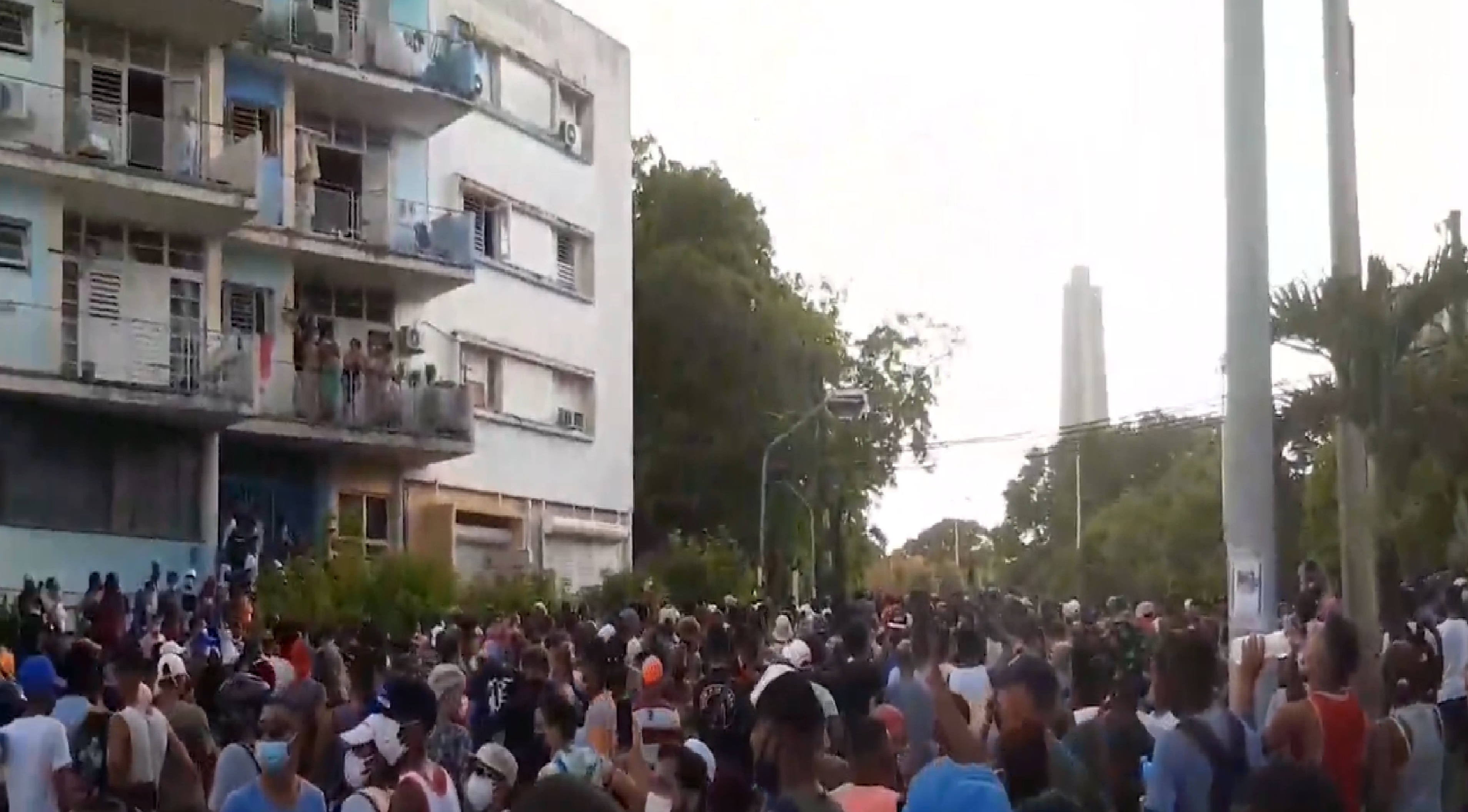
Protesty v Havaně v červenci 2021

Protesty na Kubě proti autoritářskému režimu vládnoucí komunistické strany Kuby vypukly v červenci 2021. Statisíce protestujících kubánské vládě vyčítají nezvládnutí pandemie covidu-19, omezování občanských svobod a také špatnou ekonomickou situaci na ostrově, která se projevuje např. nedostatkem základních produktů jako potravin a léků.  
Demonstrace, které vypukly 11. července 2021 v řadě kubánských měst, jsou největší za téměř 30 let. Dne 12. července jeden demonstrant zemřel, policie zatkla už přes sto lidí.
Kubánská vláda ve snaze bránit dalšímu šíření protestů omezila přístup k internetu, také k sociálním sítím jako např. WhatsApp a Facebook a v některých obcích začala vypínat elektřinu.
Protesty proti autoritářskému režimu Kuby se objevily také v některých, především jižních částech USA, např. ve státě Florida.

## Reakce vlády
Hlava kubánské komunistické strany Miguel Díaz-Canel v neděli odpoledne v televizním projevu označil nepokoje za důsledek obchodního embarga starého nepřítele Kuby ze studené války USA, které bylo v posledních dekádách zpřísněno, což má být také příčinou zhoršené ekonomické situace.